# A Brother Story
A Brother Story ist ein Kurzfilm von Hunter Sansone. In dem Coming-of-Age-Drama flüchtet sich ein 10-Jähriger vor der harten Realität mit seinem älteren Bruder in ihre versteckte Oase im Wald. Die Premiere des Films erfolgte Ende März 2023 beim Sarasota Film Festival.

## Handlung
Der 10-jährige Max versucht der harten Realität zu entkommen, indem er sich mit seinem älteren Bruder Jack in ihre versteckte Oase im Wald flüchtet.

## Produktion

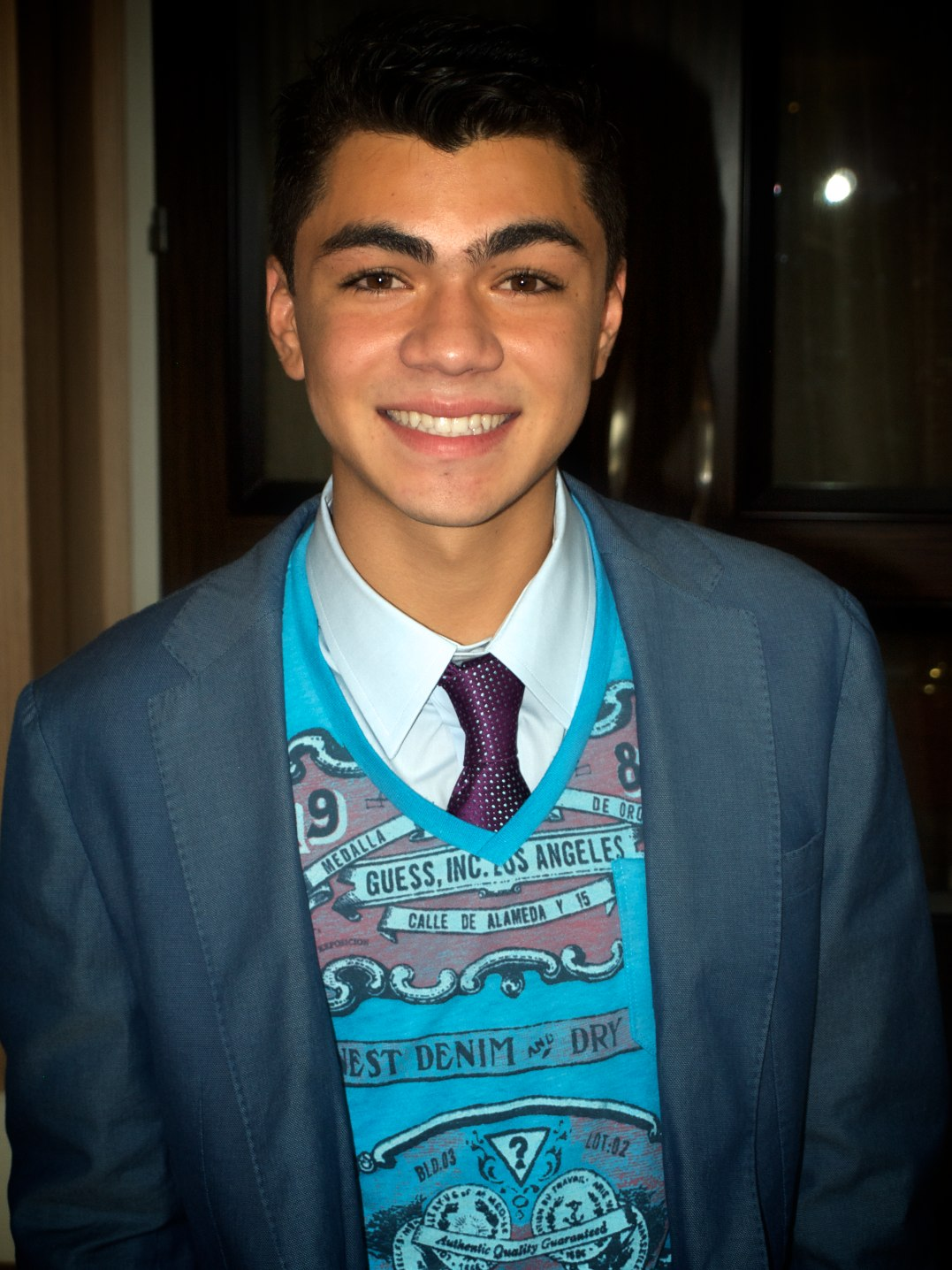
Adam Irigoyen spielt Jimmy

Regie führte Hunter Sansone, der auch das Drehbuch schrieb. Es handelt sich um sein Regiedebüt. Zuvor wirkte er als Schauspieler in einer Reihe von Kurzfilmen und Fernsehserien mit, unter anderem in 21 Folgen von Stargirl. Hauptrollen in Spielfilmen erhielt er in Unfollowed von Bryce McGuire, Little Did He Know von Elizabeth Shryer und Drama Drama von Martin Guigui, größere Rollen auch in Bruderherz von Reginald Hudlin. Sansone verbrachte den größten Teil seiner Kindheit auf einer 123 Hektar großen Farm mit Hunderten von Tieren und setzt sich für den Tierschutz ein.
Dean Sansone spielt den 10-jährigen Max, der Regisseur seinen älteren Bruder Jack. In weiteren Rollen sind Adam Irigoyen als Jimmy und Tony Selz als der Busfahrer Paul zu sehen. 
Der Film wurde an drei Tagen auf Hunters Farm in Missouri gedreht. Als Kameramann fungierte Nick Ramsey, der zuvor bereits für eine Vielzahl von Kurzfilmen tätig war, unter anderem für Angletown von Nancy Liu, für den er von der American Society of Cinematographers nominiert wurde.
Die Premiere von A Brother Story erfolgte am 25. März 2023 beim Sarasota Film Festival.